# Гусол, Артём Валерьевич
Артём Вале́рьевич Гу́сол (укр. Артем Валерійович Гусол; 5 января 2006, Борисполь) — украинский футболист, полузащитник ковалёвского «Колоса».

## Биография
Родился в городе Борисполь Киевской области. В ДЮФЛУ с 2017 по 2022 год выступал за «Фаворит» (Борисполь), «Арсенал-Киев», ФА Арсенал (Киев) и «Колос» (Ковалёвка). После начала полномасштабного российского вторжения в Украину уехал за границу, тренировался с молодёжной командой итальянского клуба «Серилдокс Камисано».
В середине сентября 2022 года вернулся в «Колос». Первую половину сезона 2022/23 провёл в команде U-19, выступавшей в юношеском чемпионате Украины. В первой команде дебютировал 28 апреля 2023 года в проигранном (1:3) домашнем поединке 23-го тура Премьер-лиги Украины против донецкого «Шахтёра». Артём вышел на поле на 85-й минуте вместо Олега Ильина.